# 三氧化碲
三氧化碲〔TeO3〕是一种无机化合物。碲的化合价为+6。三氧化碲有两种形式，一种是红色的α-TeO3，一种是灰色的β-TeO3。
α-TeO3的结构与三氟化铁相似，由加热碲酸至300°C制得。α-TeO3与氧气和硫酸在密封容器中加热，可得β-TeO3。
α-TeO3受热分解，首先生成五氧化二碲，而后进一步分解成二氧化碲。